# Щетинин, Кирилл Вадимович
Кирилл Вадимович Щетинин (род. 17 января 2002, Курск) — российский футболист, полузащитник клуба «Ростов».

## Биография
Воспитанник академии курского «Авангарда». В составе московского «Локомотива» был признан лучшим игроком Москвы среди игроков 2002 года рождения в 2018 году. В Юношеской лиге УЕФА 2018/19 провёл один матч — 18 сентября 2018 в гостевой игре против «Галатасарая» (1:0) вышел на 83-й минуте. 29 августа 2019 года подписал трёхлетний контракт с петербургским «Зенитом». Провёл четыре матча в Юношеской лиге УЕФА 2019/20. 26 июля 2021 года перешёл в «Ростов» на правах аренды до конца сезона. Дебютировал 23 октября в домашнем матче чемпионата против «Арсенала» (4:0), выйдя на 82-й минуте. 27 октября в гостевом матче Кубка России против московского «Торпедо» (0:2) на 48-й минуте при счёте 0:0 не реализовал пенальти, попав в перекладину.

## Карьера в сборной
Игрок сборной России 2002 года рождения под руководством Дмитрия Хомухи. Лучший бомбардир отборочного турнира чемпионата Европы 2019 (до 17 лет) — 8 голов (4 гола в матче с Эстонией, 6:0; три гола в матче с Грузией, 7:1). Забил один гол в финальном турнире.
28 мая 2024 года впервые получил вызов в основную сборную России на июньский матч против сборной Беларуси.

## Личная жизнь
Долгое время тщательно скрывал свою личную жизнь. С сентября 2022 года женат на модели Кристине.
Младший брат Михаил (р. 2005) — также футболист.